# Samuel Jessurun de Mesquita
Samuel Jessurun de Mesquita (Amsterdam, 6 de Junho 1868 - Auschwitz, 2 de Novembro 1944) foi um artista holandês conhecido pelas suas xilogravuras, litografias e meios-tons (mezzotints), que tendem a representar explorações do infinito e padrões geométricos.
Samuel foi o responsável por M.C. Escher abandonar em 1922 a Escola de Arquitectura e Artes Decorativas para também iniciar nas técnicas da gravura artística, tornando-se seu mestre.

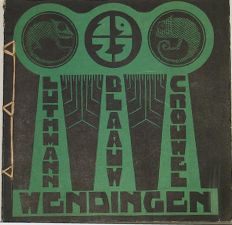
1923
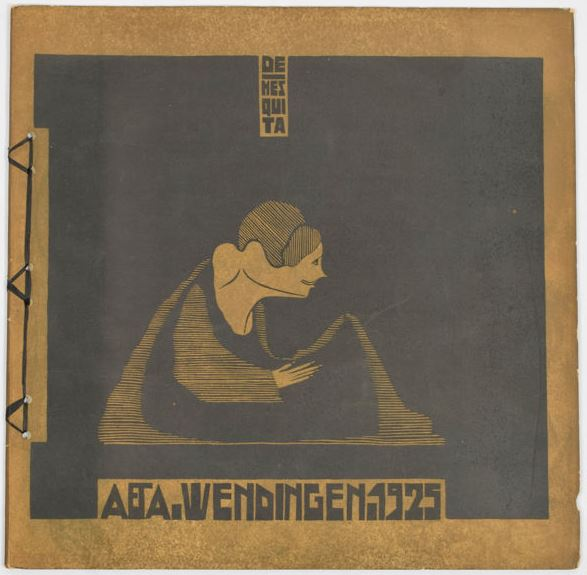
1925
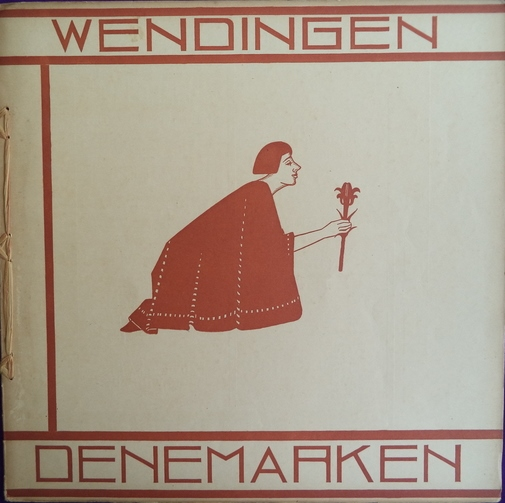
1927
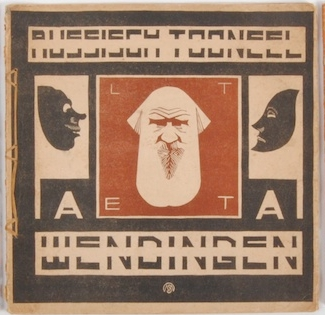
1929